# Senegal nos Jogos Olímpicos de Verão de 1964
Senegal competiu nos Jogos Olímpicos pela primeira vez nos Jogos Olímpicos de Verão de 1964 em Tóquio, Japão.